# Loi concernant le projet d'amphithéâtre multifonctionnel de la Ville de Québec

La Loi concernant le projet d'amphithéâtre multifonctionnel de la Ville de Québec (anciennement connue comme projet de loi 204) est une loi québécoise adoptée en 2011 par l'Assemblée nationale. Elle vise à affirmer le caractère légal et immuniser contre les poursuites judiciaires l'entente convenue entre la Ville de Québec et le géant médiatique Québecor à propos de la gestion du nouvel Amphithéâtre de Québec.
Alors que la validité de l'entente et de la loi est contestée en Cour supérieure par un ancien directeur général de la Ville et un homme d'affaires, les tribunaux concluent qu'elle respecte les principes de droit et les autres lois en vigueur.
L'appui donné au projet de loi par la cheffe du Parti québécois Pauline Marois divise son parti et y alimente une crise majeure.

## Historique
Régis Labeaume, maire de Québec, est l'un des plus ardents défenseurs d'une nouvelle salle omnisports remplaçant le Colisée Pepsi, jugé vétuste et désuet, afin d'attirer une équipe de la Ligue nationale de hockey. La Ville convient en mars 2011 sans appel d'offres d'une entente de location du nouvel aréna avec le groupe médiatique Québécor à la suite d'une offre de ce dernier, ce qui contrevient à la Loi sur les cités et villes. L'entente prévoit notamment que les pertes financières subies par Québécor dans l'exploitation de l'aréna seraient essuyées par la Ville par la réduction conséquente du loyer.
Agnès Maltais, députée de Taschereau, circonscription qui comprend l'hôtel de ville de Québec, et seule élue du Parti québécois à Québec, accepte de parrainer un projet de loi d'intérêt privé qui affirmerait le caractère légal de l'entente de location entre la Ville et Québécor, et qui immuniserait la Ville contre les poursuites judiciaires découlant de cette entente.
Le projet de loi est déposé à l'Assemblée nationale le 26 mai 2011. La cheffe du Parti québécois Pauline Marois annonce alors imposer une ligne de parti en faveur du projet de loi, suscitant le malaise de députés du parti. Jean-Martin Aussant, Louise Beaudoin, Pierre Curzi et Lisette Lapointe annoncent publiquement s'opposer au projet et dénoncent la consigne de vote. Les députés dissidents démissionnent et réclament de leur cheffe d'en faire de même, faisant naître une crise au Parti québécois ; au moins six autres députés expriment des réticences ou une opposition envers le projet de loi,.
Le 2 juin 2011, l'entente convenue entre Québec et Québécor est contestée en Cour supérieure par Alain Miville de Chêne, homme d'affaires, et Denis de Belleval, ancien directeur général de la Ville sous Jean-Paul L'Allier. Les deux hommes allèguent que le projet de loi 204 est inconstitutionnel et contrevient à la Charte canadienne des droits et libertés, en plus de demander la nullité des résolutions du conseil municipal entérinant l'entente. Ils obtiennent le support du Barreau du Québec, qui intervient en Cour ainsi qu'en commission parlementaire,. Dans un jugement rendu le 14 juin 2012, la Cour refuse de se prononcer sur l'opportunité d'adopter la loi. Elle juge par ailleurs conforme à la Charte de la ville de Québec, entre autres, le bail convenu entre Québécor et la Ville,.
Le projet de loi 204 est adopté le 21 septembre 2011. 98 députés ont voté en faveur, 14 ont voté contre et 5 se sont abstenus de voter. Le jour même, la loi reçoit la sanction royale, entrant ainsi en vigueur.